# Þúfutindur
Þúfutindur är en bergstopp i republiken Island. Den ligger i regionen Austurland, 400 km öster om huvudstaden Reykjavík. Toppen på Þúfutindur är 1 091 meter över havet.
Runt Þúfutindur är det mycket glesbefolkat, med 2 invånare per kvadratkilometer. Närmaste större samhälle är Reyðarfjörður, omkring 18 kilometer norr om Þúfutindur. Trakten runt Þúfutindur består i huvudsak av gräsmarker.